# Aldo Garosci
Aldo Garosci (Meana di Susa, 13 ottobre 1907 – Roma, 3 gennaio 2000) è stato uno storico, politico e antifascista italiano.

## Biografia
Formatosi a Torino negli ambienti antifascisti nel periodo in cui Torino era una fucina del pensiero antifascista con la presenza di personalità come Antonio Gramsci e Piero Gobetti, Garosci, dopo la laurea in Giurisprudenza con Gioele Solari nel 1929, iniziò la sua militanza politica dando vita con Mario Andreis al foglio clandestino Voci d'officina, d'ispirazione "operaistica" e gobettiana e collaborando alla rivista Il Baretti. Sin dai tempi degli studi liceali è fondamentale per lui l'amicizia con il futuro italianista Carlo Dionisotti, che gli dedicherà il saggio introduttivo di Geografia e storia della letteratura italiana.
Essendo tra gli organizzatori a Torino del movimento clandestino antifascista Giustizia e Libertà (GL), rischiò l'arresto nel dicembre del 1931, quando furono arrestati Andreis e altri dello stesso gruppo;  ma disponendo ancora del passaporto, riuscì ad espatriare a Parigi il 12 gennaio del 1932. Lì, con gli amici Franco Venturi e Carlo Levi, collaborò alla redazione del settimanale Giustizia e Libertà di Carlo Rosselli, con lo pseudonimo di Vittorio Santero.
Nel 1936 partecipò alla guerra civile spagnola contro i franchisti quale miliziano della Colonna Italiana formata da 150 uomini, sia operai che intellettuali, aderenti in particolare a gruppi anarchici, GL, repubblicani, comunisti e socialisti. Rimasto ferito a Huesca durante la battaglia del Monte Pelato, riparò in Francia; da qui, in seguito all'invasione tedesca della Francia nel 1940, fuggì negli Stati Uniti d'America, dove fu tra gli animatori della Mazzini Society con Gaetano Salvemini e collaborò ai Quaderni italiani di Bruno Zevi.
Nel 1943 tornò in Italia e partecipò alla Resistenza romana nelle file del Partito d'Azione. Nel dopoguerra, dopo lo scioglimento del Partito d'Azione, in seguito alla scissione del PSI nel 1947 aderì al PSDI di Giuseppe Saragat. 
Nel 1953 si associò al movimento Unità Popolare, accanto a Tristano Codignola, Piero Calamandrei e Paolo Vittorelli, non avendo condiviso le posizioni del PSDI sulla legge elettorale maggioritaria soprannominata dagli avversari "legge truffa".
Nel 1945 fu vicedirettore del rinato quotidiano Il Mondo; tra il 1948 e il 1949 diresse il quotidiano L'Italia Socialista; collaborò per diversi anni al settimanale Il Mondo di Mario Pannunzio. Contemporaneamente coltivò gli studi storici: prima libero docente di storia moderna e di storia delle dottrine politiche all'Università di Roma, insegnò poi stabilmente all'Università di Torino dal 1960 storia del Risorgimento e storia moderna. 
Il 19 maggio 1964 divenne socio dell'Accademia delle scienze di Torino.
Alla fine degli anni sessanta rientrò in politica come dirigente prima del Partito Socialista Unificato, poi nuovamente nel PSDI.
Tra il 1968 e al 1970 diresse il quotidiano L'Umanità, giornale di partito del Partito Socialista Unitario, nome assunto dal PSDI dopo la fine del Partito Socialista Unificato e prima di riprendere il nome storico.

## Opere principali
- La vita di Carlo Rosselli, Firenze, 1945
- Storia dei fuorusciti, Bari, 1953
- Pensiero politico e storiografia moderna, Pisa, 1954
- Il pensiero politico degli autori del "Federalist", Milano, 1954
- Gli intellettuali e la guerra di Spagna, Torino, 1959
- San Marino. Mito e storiografia tra i libertini e il Carducci, Milano, 1967
- Problemi dell'anarchismo spagnolo in Anarchia ed anarchici nel mondo contemporaneo, Torino, 1971